# Roblox
Roblox és una plataforma de videojocs multijugador en línia en la qual els usuaris poden crear els seus propis mons virtuals. Els jugadors poden crear els seus propis mons utilitzant una plataforma anomenada Roblox Studio, la qual és només disponible en ordinadors personals, és una versió Sandbox i el llenguatge de programació que utilitza és Roblox Lua, que ve a ser una modificació al llenguatge de programació Lua feta únicament per a aquesta plataforma.
Des d'octubre de 2019, compta amb més de 5 000 000 creadors de jocs, i més de 100 milions de jugadors actius mensuals, que han registrat més de 450 milions d'hores de joc. Roblox Corporation emplea a més de 200 persones a la seva seu situada en el 970 Park Place a San Mateo (Califòrnia). L'edat requerida per jugar és de 8 anys endavant. Si tens un compte menor de 13 anys, en el menú apareixerà un símbol de menys al costat del 13, si ets major apareixerà un «+13»; d'ésser menor d'edat, Roblox activarà el protocol de protecció infantil (manera segura) la qual estableix un protocol de censura per a menors.